# Adelopoma paulistanum
Adelopoma paulistanum é uma espécie de gastrópode terrestre da família Diplommatinidae. Endêmica do Brasil, que pode ser encontrada apenas no Parque Burle Max e área adjacente, no estado de São Paulo. A espécie atinge 2,8 mm de comprimento e foi descoberta em 2014 durante uma vistoria na área ao redor do parque Burle Max, na zona sul da cidade de São Paulo, onde se previa a construção de um condomínio.